# Хаммам Гаджі Меджид
Хаммам Гаджі Меджид (азерб. Hacı Məcid hamamı) — лазні, споруди XVI століття в Сумгайїтському районі Джорат. Незважаючи на свою історичну цінність, будівля лазень не охороняється державою, перебуває у занедбаному стані і поступово руйнується[⇨].

## Історія
Лазні Гаджі Меджид побудовані в XVI столітті на сірководневих джерелах у Джораті під керівництвом місцевого жителя на ім'я Алімхан. У XVII столітті під проводом Гаджі Амрулли бея в Джораті була побудована нова лазня.

## Опис

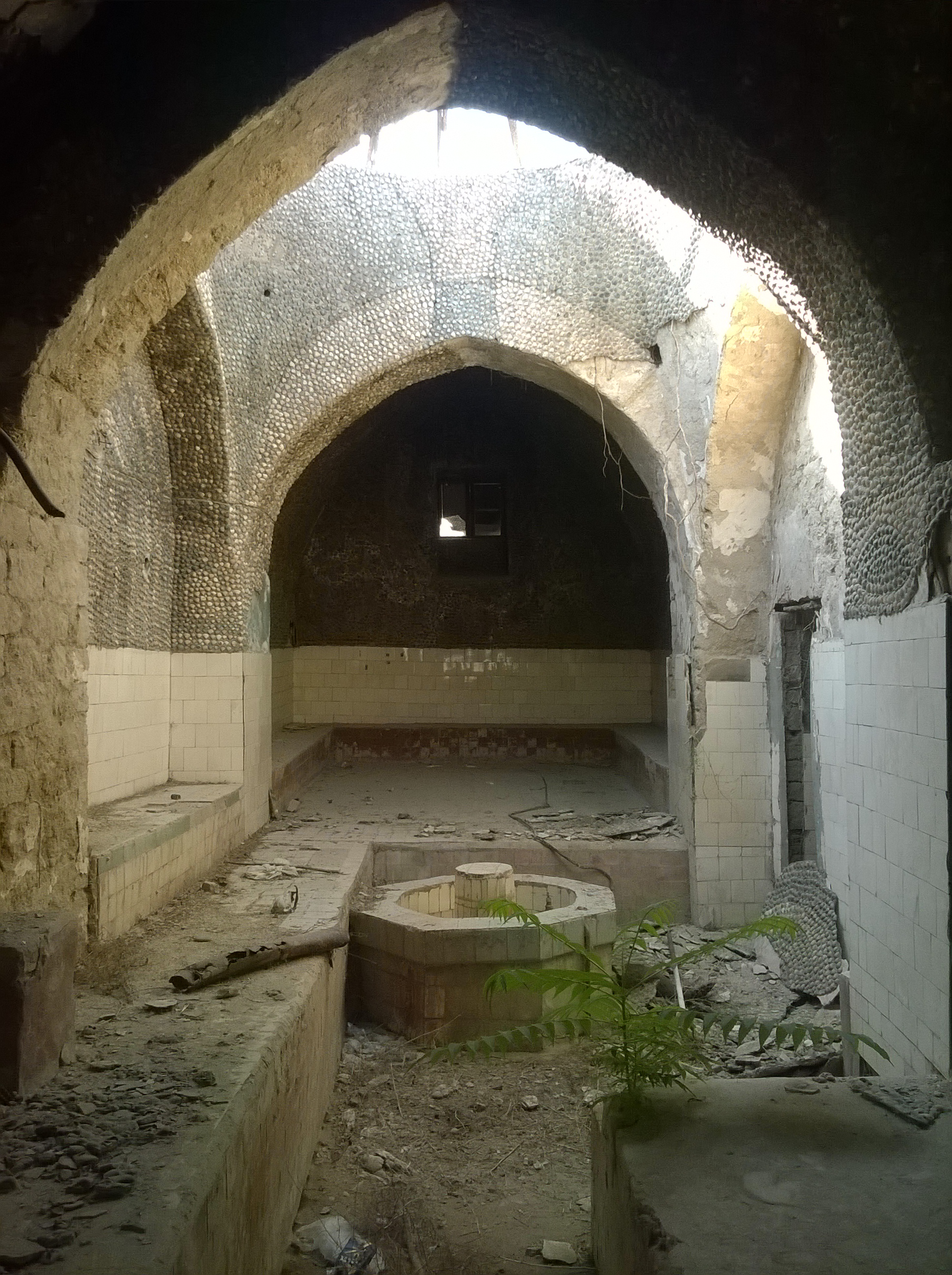
Сучасний стан інтер'єрів лазні

Лазні розташовані в районі Сумгаїта Джорат неподалік узбережжя Каспійського моря. Будівля хамама мурована, підлога розташована нижче рівня землі. На глибині приблизно півтора метра під землею від лазні до моря прокладено глиняні труби для скидання стічних вод. До лазні поставлялася сірчиста вода з місцевого джерела.

### Поточний стан
У публікації новинного порталу Хеберле у червні 2016 року Хаммам Гаджі Меджид позначений, як такий, що перебуває під охороною. Але у своєму інтерв'ю від 22 квітня 2019 року прессекретар Державної служби з охорони, розвитку і відновлення культурної спадщини при міністерстві культури Азербайджанської Республіки Фаріз Гусейнов повідомив, що будівлю пам'яткою архітектури не зареєстровано. При цьому він відзначив наявність в азербайджанського Мінкульту планів по постановку хаммама Гаджі Меджид під охорону як пам'ятки культурної спадщини Азербайджану і відновлення будівлі для залучення туристів. До цього моменту лазні були закинуті вже близько 70 років і ніяк не охоронялися державою, що призвело до їх поступового руйнування.